# Кампо-Дюран (газоконденсатне родовище)
Кампо-Дюран — газоконденсатне родовище у північно-західному нафтогазоносному басейні Аргентини, в провінції Сальта.

## Загальний опис
До відкриття у 1977 році Лома-ла-Лата було найбільшим за запасами газу аргентинським родовищем.
Знайдене в результаті буріння свердловини YPF CD-6 у 1951 році. Запаси вуглеводнів виявлено у відкладеннях кам'яновугільного періоду. Колектор — пісковики. Поклади характеризуються пористістю 12 % та середньою проникністю. Водогазовий контакт встановлено на глибині 3250 метрів.
Розробка почалась в кінці 1950-х років. Всього за час експлуатації родовища було споруджено 52 свердловини. Для видачі продукції споживачам у 1960 році ввели в експлуатацію трубопровід El Gasoducto Norte, головною задачею якого було забезпечення столичного регіону Буенос-Айресу.
Запаси родовища оцінювались біля 140 млрд.м3.
Хоча розробка самого Кампо-Дюран завершена, створена на його базі інфраструктура (нафтогазопереробний завод Кампо-Дюран, згаданий вище газопровід  Norte та багатоцільовий продуктопровід) продовжує обслуговувати виробництво на інших родовищах північного заходу Аргентини.